# 市川一男
市川 一男（いちかわ かずお、1919年（大正8年）2月23日 - 2010年（平成22年）7月22日）は、昭和から平成時代の政治家。東京都東村山市長。

## 経歴
市内で生まれ育った。1933年（昭和8年）東京府立府中農蚕学校卒業。卒業後は農業に従事する。
戦後、東村山町農業委員、農協理事、東村山市議、東村山市助役を経て、1983年（昭和58年）市長に当選。3期務め、1995年（平成7年）引退した。
2010年（平成22年）7月22日、肺癌による呼吸不全のため市内久米川町の自宅で死去、91歳。

## 栄典
勲章等
- 1996年（平成8年） - 勲四等旭日小綬章[1]